# Magnum Mysterium
Magnum Mysterium är ett musikalbum från 2007 av Jan Lundgren och Gustaf Sjökvists kammarkör. Skivan är tillägnad minnet av Ingmar Bergman.

## Låtlista
1. Vinea Mea (anon) – 3'36
2. Prophetiae Sibyllarum (Orlando di Lasso) – 4:28
3. Se nel partir da voi (Claudio Monteverdi) – 4:33
4. Crux Fidelis (Johan IV av Portugal) – 5:53
5. Kyrie (Franchino Gaffurio) – 5:20
6. O Quam gloriosum (Tomás Luis de Victoria) – 5:57
7. Da pacem, Domine (anon) – 3:04
8. Patores dicite, quidnam vidistis? (Christóbal de Morales) – 3:59
9. Maria Magdalene et Altera Maria (Andrea Gabrieli) – 5:28
10. O Magnum Mysterium (William Byrd) – 5:46
11. Angelus Autem Domini Descendit (Felice Anerio) – 5:32

## Medverkande
- Jan Lundgren – piano, keyboards
- Lars Danielsson – bas, cello
- Gustaf Sjökvists kammarkör